# Irn-Bru
Irn-Bru (čti ˈaɪɚn bruː) je nealkoholický nápoj oranžové barvy vyráběný ve Skotsku, firmou A.G. Barr plc, sídlící v Glasgow. Irn-Bru se kromě Spojeného království prodává také v Irsku, Rusku, Kanadě, Jižní Africe, Austrálii a na několika místech Evropy.
Irn-Bru patří mezi nejpopulárnější nealkoholické nápoje v zemi a receptura na výrobu je přísně utajována. Originální postup výroby znají pouze dva lidé. Existuje i napodobenina, která se prodává pod názvem Iron Brew.

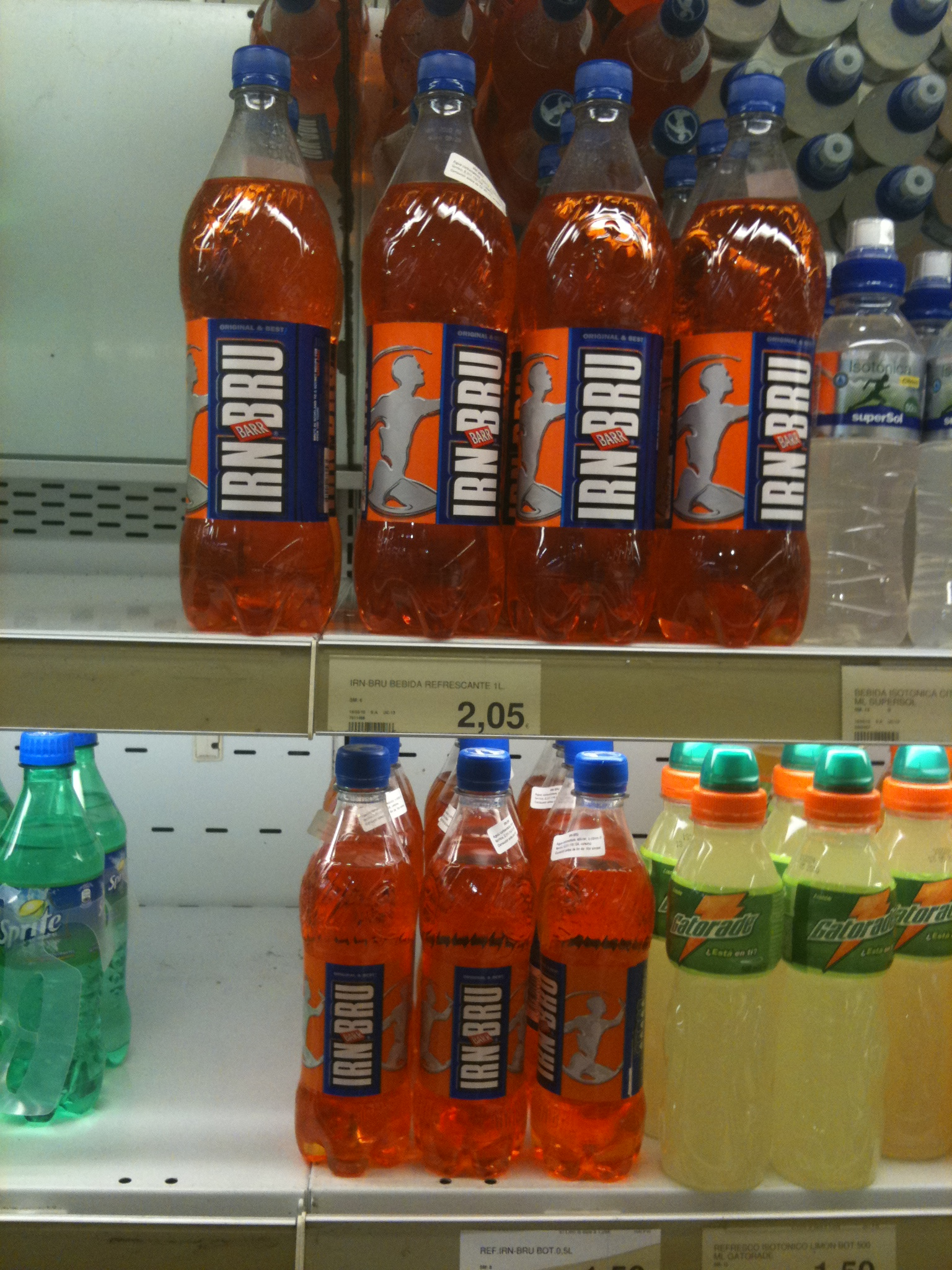
Irn-Bru

Ve Skotsku je dokonce populárnější než coca-cola a jí podobné nápoje. S oblibou se používá jako „vyprošťovák“ po náročnějším večeru.